# Formation de Fox Hills

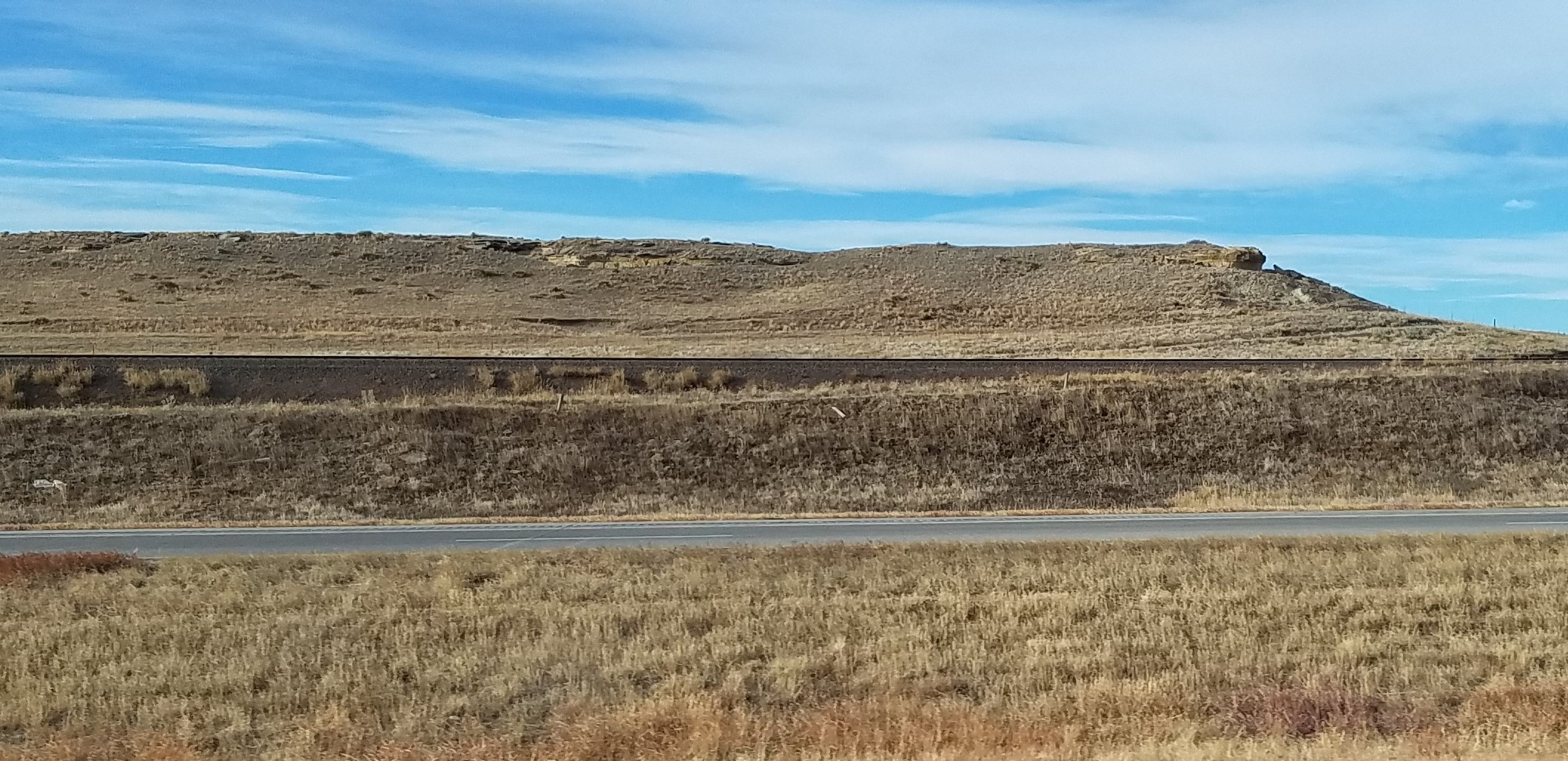
Formation de Fox Hills dans le Colorado.

La Formation de Fox Hills est une formation géologique datant du Crétacé supérieur et située dans le nord-ouest des Grandes Plaines en Amérique du Nord. On la trouve de l'Alberta au nord jusqu'au Colorado, au sud.
Des restes de fossiles de dinosaures ont été retrouvés dans la formation, même si aucun genre ne lui est particulier.

## Lithologie
La formation se compose de grès jaune avec des couches d'argiles intercalées. Elle s'est formée pendant le retrait de la voie maritime intérieure de l'Ouest à la fin du Crétacé. Elle est recouverte par la Formation de Pierre aux États-Unis et par son équivalent la Formation de Bearpaw au Canada. Elle est recouverte par des sédiments continentaux, appelés Formation de Laramie aux États-Unis.